# Tomáš Vorobjov
| 239792 Hankakováčová   | 9 marzo 2010      |
| 347028 Važec           | 13 marzo 2010     |
| 400881 Vladimírdolinay | 7 agosto 2010     |
| 554268 Marksylvester   | 26 settembre 2012 |
| 590739 Miloslavov      | 18 settembre 2012 |

Tomáš Vorobjov (1984) è un astronomo amatoriale slovacco.
Il Minor Planet Center gli accredita le scoperte di quindici asteroidi, effettuate tra il 2010 e il 2013, in parte in collaborazione con altri astronomi: Robert Holmes e Alexander Kostin.
Ha inoltre scoperto la cometa periodica 276P/Vorobjov.
Gli è stato dedicato l'asteroide 4858 Vorobjov.